# Hospital Dr. Nélio Mendonça
O Hospital Dr. Nélio Mendonça é um hospital público português no Funchal, Madeira. Este, juntamente com o Hospital dos Marmeleiros, forma o Hospital Central do Funchal e integra o Serviço Regional de Saúde, EPE.
O hospital, que anteriormente se designava Hospital Cruz de Carvalho, deve o seu atual nome ao fundador do Serviço de Saúde da Região Autónoma da Madeira e ex-presidente da Assembleia Legislativa da Região Autónoma da Madeira, Nélio Mendonça. Foi inaugurado em 9 de setembro de 1973, com a presença do presidente da República Américo Tomás.
Aqui nasceu Cristiano Ronaldo.